# Quasi-contrat en droit civil français
Ne doit pas être confondu avec Quasi-délit en droit civil français.

Dans le droit positif français, l’article 1300 du Code civil, définit les quasi-contrats comme :
« des faits purement volontaires dont il résulte un engagement de celui qui en profite sans y avoir droit, et parfois un engagement de leur auteur envers autrui ».
D’après cet article, le quasi-contrat est donc un fait licite et volontaire, qui fait naître, du seul fait de la loi, certaines obligations juridiques particulières envers l’une des parties (le débiteur) au quasi-contrat. En effet, l’article énonce bien, le fait que le créancier n’aura pas obligatoirement un engagement envers autrui lorsqu’il mettra en oeuvre le quasi-contrat.

## Définition dans la doctrine
La doctrine française notamment d’Ancien Régime a, tentée également de définir ce qu’était le quasi-contrat. C’est le cas du juriste Planiol, pour qui le quasi-contrat « exclut, par définition, cet accord de volontés, il est donc séparé du contrat non pas par une différence secondaire, mais par une différence essentielle ».
Dans le Dictionnaire juridique de Serge Braudo, le quasi-contrat est défini comme des engagements « qui se forment sans convention et qui résultent de la seule autorité de la loi ».

## Caractéristiques
Ce quasi-contrat correspond aujourd’hui à la situation dans laquelle, en dehors de tout contrat, une obligation juridique semblable à une obligation contractuelle naît. Cependant, l'obligation issue d'un quasi-contrat ne doit rien à la volonté de son débiteur, mais est uniquement et exclusivement fondée par la loi elle-même. L’obligation du débiteur n’est de même, pas fondée sur un fait illicite, ce que l’on retrouvait dans une situation de responsabilité délictuelle. Dès lors qu’un quasi-contrat est formé, l’auteur de celui-ci se lie à un tiers alors même qu’aucune convention n’existe entre eux.
Un quasi-contrat comporte deux caractéristiques importantes : 
- un fait volontaire - à l’origine, il existe un acte de volonté d’un individu sans que l’accord de volonté ne soit valide puisqu’il manque au moins un acte de volonté d’une autre partie.
- un fait licite - le fait crée une situation injuste mais licite, il n’y a pas de faute dans l’intervention.

Le quasi-contrat marque une différence avec les délits pénaux (délit pénal) et les quasi-délits qui résultent d’un fait illicite volontaire ou non. 
Le code civil prévoit trois types de quasi-contrats :
- la gestion d'affaires prévue aux articles 1301 à 1301-5[4] du Code civil ;
- le paiement de l'indu prévu aux articles 1302 à 1302-3[5] du Code civil ;
  - recours : action en répétition de l'indu
- l'enrichissement sans cause prévu aux articles 1303 à 1303-4[6] du Code civil ;
  - recours : action de in rem verso, création jurisprudentielle civilement codifiée par l'ordonnance du 10 février 2016 réformant le droit des obligations.

La jurisprudence (voir en ce sens Cour de Cassation, Chambre mixte, du 6 septembre 2002, 98-22.981, Publié au bulletin[2]) a également appliqué le régime des quasi-contrats à un type particulier d'engagement : les loteries publicitaires (enrichissement manqué ou fausse promesse).

## Histoire du Quasi-contrat
Il existe énormément de théories qui énoncent que la notion de quasi-contrat s’est créée officiellement au Ier siècle de notre ère, au début de l’Empire romain. Ces théories semblent tout à fait plausibles. Pour autant, plusieurs théories divergent sur l’auteur de cette division et sur la manière dont elle s’est mise en place. Lorsque les Romains se sont rendu compte que certaines obligations ne rentraient plus dans la catégorie des obligations contractuelles, ils ont dû trouver une manière de pouvoir ranger les obligations exclues, dans une catégorie leur correspondant mieux. Cette notion traversera les siècles et les périodes jusqu'à être consacrée dans le Code civil de 1804.

### Dans le droit romain
La notion de quasi-contrat est en réalité très récente puisque dans le droit romain, l’on utilisait plutôt le terme de quasi ex contractu ou ex quasi contractu. Gaius, un juriste romain a tenté de contribuer à l’essor de la notion de quasi-contrat avec sa classification. Toutefois, cette tentative fut un échec et profitera à Justinien (6e siècle) qui dans ses compilations, sous la directive de Tribonien fera entrer cette notion dans une classification quadripartite inédite, (contrat, quasi-contrat, délit et quasi-délit). 
Pour Gaius et les Byzantins qui avaient un esprit de symétrie, la classification quadripartite semblait logique avec les contrats, les délits, les quasi-délits, « ex maleficio » et les diverses figures de causes « varias causarum figurae ». C’est une division qu’il est possible de retrouver dans les Res Cottidanae, « les pratiques quotidiennes » écrit par Gaius. Toutefois, Gaius ne définit par le quasi-contrat. 
Dans l’époque byzantine, le mot obligatio est utilisé au même titre que celui de contractus qui s’utilisait pour une obligation quasi ex contractu qui permettait de ne plus avoir besoin d’ajouter le fait d’être tenu pour avoir voulu résoudre un contrat. 
Cette classification opérée par Gaius se retrouve dans la conception primitive du contrat à Rome et sera reprise par Pomponius dans le Digeste ainsi que par Modestin. Justinien reprendra ensuite l’expression « comme un contrat » dans ses Institutes.
M. Bertrand-de-greuille dans les travaux préparatoires du Code civil de 1804, déclarera que les lois romaines reconnaissaient déjà les quasi-contrats et « elles avaient placé dans cette classe tous les engagemens qui n’étaient ni le produit d’une convention ni le résultat d’un délit ». En d’autres termes, toutes les obligations qui n’entrent pas dans le cadre d’un contrat, vont être confondues avec les obligations qui naissent d’un fait purement personnel et volontaires qu’on nommera les causes diverses d’obligation ou les autres causes diverses d’obligations. 

### Dans le droit d'Ancien Régime
Après la redécouverte du droit romain, d'abord en Italie au XIIe siècle puis partout dans le monde, la notion de quasi ex contractu est toujours fortement utilisée à cette période bien que sa définition ne soit pas encore bien acquise dans les usages. Dans les lois germaniques appliquées dans le Royaume de France, la notion de quasi-contrat était inexistante.  
Ce sont les romanistes qui vont retrouver la notion de quasi-contrat principalement.  
Des ouvrages comme le Brachylogus juris civilis ou encore le Compendium vont reprendre cette notion de quasi-contrat, en reprenant les travaux du Corpus juris civilis de Justinien en ajoutant une définition plus poussée. Par exemple, dans le Brachylogus, il est énoncé que nous sommes obligés quasi ex contractu si un negotium est intervenu sans qu’un accord de volonté soit intervenu et qu'il est équitable qu’une obligation naisse entre les parties. Il y aurait quasi-contrat en cas d’opération licite non contractuelle et l'obligation qui sanctionne cette opération trouverait son fondement dans l’équité qui dans le droit romain était l’obligation d’avoir une symétrie entre les deux parties. 
Des auteurs comme Accurse, Azon ou encore Pedius (des glossateurs) vont écrire sur les notions d'obligation et de quasi-contrat. Les postglossateurs comme Belleperche, vont également écrire sur la notion de quasi-contrat, tentant d’expliquer comme celui-ci s’applique. 
Par la suite des auteurs coutumiers comme Beaumanoir, Boutillier, Jacques d’Ableiges vont étudier les coutumes et traiter le quasi-contrat de gestion d’affaires notamment. Cependant, ces notions ne sont toujours pas assez poussées. 

### Dans le droit moderne
Domat, un des auteurs ayant ensuite inspiré les rédacteurs du Code civil, va penser que chaque engagement comprend des choses communes comme le partage, la balance des gains et des avantages et la répartition du dommage causé sur la chose, suivant l'action qui découle des engagements. Etant un fervent religieux, tout son ouvrage est imprégné de la religion même en ce qui concerne le quasi-contrat puisque pour lui, la loi est l'organe de la volonté divine.  
Heineccius un grand auteur allemand, énoncera que toutes les obligations sont légales, tirent de la loi leur force obligatoire. Cet auteur écrira énormément sur le droit privé et les notions d’obligations et de contrat, plus que sur celles de quasi-contrat et de gestion d’affaires.  
Pothier, va penser que les sources des obligations sont le contrat, le quasi-contrat, le délit, le quasi-délit, la loi et l’équité. C’est l’un des premiers reprendre toutes les sources envisager depuis des siècles, et à les rendre officielles. Il donne une définition du quasi-contrat pour la première fois : « On appelle quasi-contrat le fait d’une personne permis par la loi, qui l’oblige envers une autre ou oblige une autre personne envers elle, sans qu’il intervienne aucune convention entre elles ». Le quasi-contrat relève d’un fait licite, non consensuel, générateur d’obligations.  
Ce sont les auteurs de la Commission pour la création du Code civil de 1804 qui feront la meilleure synthèse de tout ce qui a pu être dit depuis le droit romain en gardant les conditions qui ont été acceptées depuis la période d’Ancien Régime et la clarté des travaux de Pothier sur le sujet. Le quasi-contrat fait partie des faits juridiques qui est un évènement matériel pour eux.  
Toutefois, la notion de quasi-contrat n’apparaitra pas clairement dans les projets de Code civil avant les dernières discussions faites par les rédacteurs de celui-ci en 1804. 